# Alexander August Borgnis
Alexander August Borgnis (* 20. März 1827 in Frankfurt am Main; † 20. Mai 1914 in Hamburg) war ein Hamburger Bankier und Abgeordneter.

## Leben
Borgnis, war Sohn des Frankfurter Bankiers Carlo Hieronymus Borgnis (1795–1861) und ein Schwager von Ernst Merck, kam 1857 nach Hamburg und trat im Dezember 1861 als Prokurist in die Firma H. J. Merck & Co. ein. nach dem Tod seines Schwagers 1863 wurde Borgnis Teilhaber. 
Borgnis gehörte von 1863 bis zu seinem Tode dem Aufsichtsrat der Norddeutschen Bank an, ab 1893 als Vorsitzender. 1871 wurde Borgnis in die Handelskammer Hamburg gewählt, die er 1875 als Präses leitete. Borgnis gehörte von 1874 bis 1876 als von der Handelskammer abgesandtes Mitglied der Hamburgischen Bürgerschaft an.
Er heiratete am 13. Februar 1864 in Baden-Baden Emma Freiin von Merck.